# صرخة بعيدة من كينزنغتون (رواية)
صرخة بعيدة من كينزنغتون (بالإنجليزية: A Far Cry from Kensington)‏ هي رواية للكاتبة الإسكتلندية موريل سبارك، نشرت عام 1988، لأول مرة عن دار نشر كونستابل في المملكة المتحدة وهوتون ميفلين في الولايات المتحدة.